# Warsaw Gallery Weekend
Warsaw Gallery Weekend (WGW) – cykliczne wydarzenie artystyczne organizowane od 2011, skupiające wybrane prywatne galerie sztuki, organizujące w tym samym czasie wystawy i imprezy towarzyszące.

## Historia
Warsaw Gallery Weekend wzorowana jest na podobnych inicjatywach działających w innych ważnych ośrodkach artystycznych, takich jak np. Berlin Gallery Weekend. Przez kolejne trzy dni partycypujące galerie prezentują wystawy pod wspólnym szyldem oraz dodatkowo organizują debaty, spotkania i inne wydarzenia dodatkowe. Warsaw Gallery Weekend współpracuje z instytucjami publicznymi, m.in. z Zachęta, CSW Zamek Ujazdowski, Muzeum Historii Żydów Polskich Polin czy Muzeum Sztuki Nowoczesnej w Warszawie.
Pierwsza edycja odbyła się w 2011 roku pod nazwą „Gdzie jest sztuka”. Od 2012 impreza nosi tytuł Warsaw Gallery Weekend i odbywa się w ostatni weekend września z uwzględnieniem piątku.

## Edycje

### 2011
Pierwsza edycja Warsaw Gallery Weekend odbyła się 22 i 23 września 2011 roku pod szyldem „Gdzie jest sztuka”.
W pierwsze edycji wzięły udział następujące galerie: appendix2, Asymetria, BWA Warszawa, Czarna, Fundacja Archeologia Fotografii, Fundacja Galerii Foksal, Fundacja Profile, Heppen Transfer, Bocheńska Gallery, Kolonie, Le Guern, Leto, lokal_30, Galeria m2, Piktogram/BLA, Raster, Starter.

### 2012
Warsaw Gallery Weekend 2012 odbyło się w dniach 28, 29 i 30 września.
27 września 2012 odbyła się konferencja prasowa Warsaw Gallery Weekend o godz. 11.00 w siedzibie Instytutu Adama Mickiewicza w Warszawie. W konferencji wzięli udział m.in.: Willem de Rooij, Payam Sharifi (Slavs and Tatars), Łukasz Gorczyca (Raster), Michał Woliński (Piktogram/BLA) i Paweł Potoroczyn (Instytut Adama Mickiewicza).
W drugiej edycji udział wzięły następujące galerie: Asymetria, Bohenska Gallery, BWA Warszawa, Czarna, Czułość, Fundacja Archeologia Fotografii, Fundacja Galerii Foksal, Fundacja Profile, Galeria m2, Kolonie, Le Guern, Leto, lokal_30, Pikotgram/BLA, Propaganda, Raster, Starter.

### 2013
Warsaw Gallery Weekend 2013 odbyło się w dniach 27, 28 i 29 września.
W trzeciej edycji udział wzięły następujące galerie: Aleksander Bruno, Asymetria, Bocheńska Gallery, BWA Warszawa, Czułość, Dawid Radziszewski, Fundacja Archeologia Fotografii, Fundacja Galerii Foksal, Fundacja Profile, Galeria m2, Le Guern, Leto, lokal_30, Pikotgram/BLA (Bureau of Loose Associations – Biuro Luźnych Skojarzeń), Propaganda, Raster, Starter, Stereo.

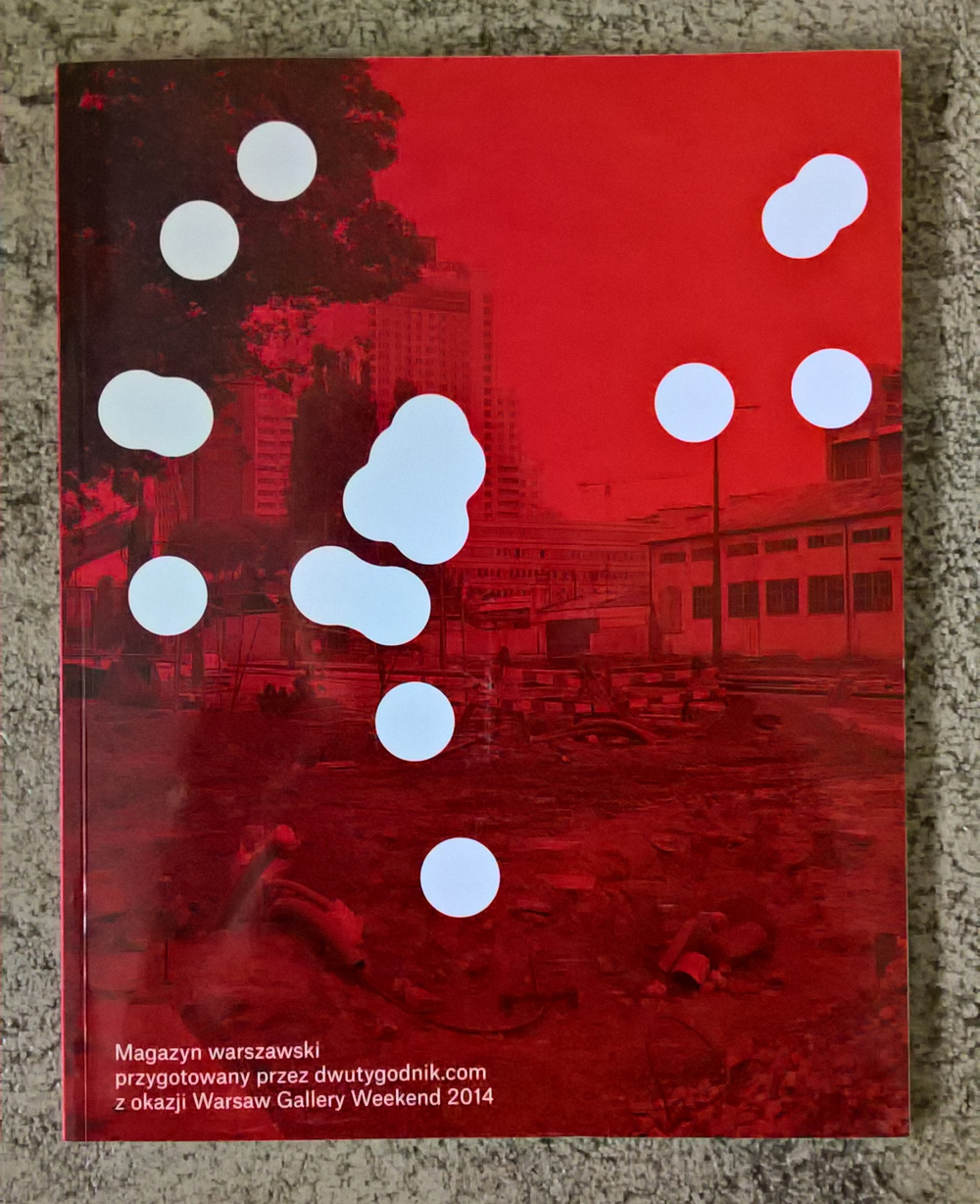
Okładka magazynu Warsaw Gallery Weekend z 2014

### 2014
Czwarta edycja Warsaw Gallery Weekend przyniosła zmiany organizacyjne, głównie w składzie zespołu organizacyjnego.
W 2014 roku w WGW wzięły udział następujące galerie: Asymetria, galeria Aleksander Bruno, BWA Warszawa, Czułość, Dawid Radziszewski, Fundacja Archeologia Fotografii, Fundacja Arton, Fundacja Galerii Foksal, Fundacja Profile, Galeria Le Guern, Galeria m2 [m kwadrat], Kasia Michalski Gallery, Kohana, Leto, lokal_30, Lookout Gallery, Monopol, Piktogram, Pola Magnetyczne, Propaganda, Raster, Starter, Stereo, oraz gościnnie galeria Svit z Pragi Czeskiej.
Impreza WGW 2014 była nominowana do nagrody Wdechy Gazety Wyborczej.

### 2015
Piąta edycja Warsaw Gallery Weekend została uznana za największą z dotychczasowych i odbyła się w dniach 25, 26, 27 września 2015.
W 2015 roku w przedsięwzięciu wzięły udział następujące galerie: Asymetria, BWA Warszawa, Czułość, Dawid Radziszewski, Fundacja Archeologia Fotografii, Fundacja Arton, Fundacja Galerii Foksal, Fundacja Profile, Galeria Le Guern, Galeria m2 [m kwadrat], Kasia Michalski Gallery, Kohana, Leto, lokal_30, Lookout Gallery, Monopol, Piktogram, Pola Magnetyczne, Propaganda, Raster, Starter, Stereo.
Organizatorami byli Michał Kaczyński z galerii Raster, Marta Kołakowska z galerii Leto, Justyna Kowalska z BWA Warszawa oraz Jacek Sosnowski z galerii Propaganda.

### 2016
Szósta edycja Warsaw Gallery Weekend odbyła się w dniach 23, 24 i 25 września.
W 2016 roku w przedsięwzięciu wzięły udział następujące galerie: Arton, Asymetria, Biuro Wystaw, BWA Warszawa, Czułość, Dawid Radziszewski, Fundacja Archeologii Fotografii, Fundacja Galerii Foksal, Kasia Michalski, Le Guern, Leto, lokal_30, m2, Monopol, Piktogram, Pola Magnetyczne, Profile, Propaganda, Raster, Rodriguez, Starter, Stereo, Wschód.
Organizatorami byli Michał Kaczyński z galerii Raster, Marta Kołakowska z galerii Leto oraz Jacek Sosnowski z galerii Propaganda.

### 2017
Siódma edycja Warsaw Gallery Weekend odbyła się w dniach 22, 23 i 24 września.
W 2017 roku w przedsięwzięciu wzięły udział następujące galerie: Arton, Asymetria, Biuro Wystaw, BWA Warszawa, Czułość, Dawid Radziszewski, Fundacja Archeologii Fotografii, Fundacja Galerii Foksal, Instytut Fotografii Fort, Kasia Michalski, Le Guern, Leto, lokal_30, m2, Monopol, Piktogram, Pola Magnetyczne, Profile, Propaganda, Raster, Rodriguez, Stereo, Stroboskop, Szydłowski, Wizytująca, Wschód.
Organizatorami byli Michał Kaczyński z galerii Raster, Marta Kołakowska z galerii Leto oraz Jacek Sosnowski z galerii Propaganda.

### 2018
Ósma edycja odbyla się w dniach 21, 22 i 23 września.
W 2018 roku w przedsięwzięciu wzięły udział następujące galerie: Asymetria, Biuro Wystaw, BWA Warszawa, Czułość, Dawid Radziszewski, Esta, Fundacja Archeologia Fotografii, Fundacja Profile, Fundacja Galerii Foksal, Highgallery, Instytut Fotografii Fort, Le Guern, LETO, lokal_30, Monopol, piktogram, Pola Magnetyczne, Polana Institute, Potencja, Propaganda, Raster, Rodríguez, Stereo, Stroboskop, Szara, Szydłowski, Śmierć Człowieka, Wizytująca, Wschód.